# XXXDial
XXXDial（ダイアラ）は、2004年12月に英国のインターネットユーザーに多くの問題を引き起こしたスパイウェア / ダイヤラーアプリケーション。 ユーザーの通常のダイヤルイン番号ではなく、プレミアムレート番号への再接続を自動的に試みるように、被害者のポイントツーポイントプロトコル （PPP）設定を変更する。  
ダイヤラーは、通常のダイヤルアップレートの最大200倍のレートで実際に課金されている間に、標準ISPの番号とは異なるものを使用していることをユーザーに通知しないことに注意
このダイヤラーは、ウェブサイト上および多くの場合成人向けのソフトウェアを使用して「インザワイルド」で見つかる。  
このダイヤラーは、 Microsoft Windowsを実行しているコンピューターにのみ影響する。  